# マルティン・ザントベルガー

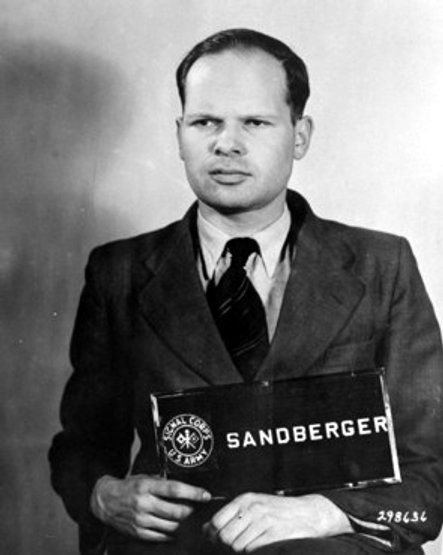
逮捕後のマルティン・サンドベルガー

マルティン・ザントベルガー（Martin Sandberger, 1911年8月17日‐2010年3月30日）は、ナチス・ドイツ親衛隊 (SS) の将校。アインザッツグルッペンの指揮官の一人。最終階級は親衛隊大佐。

## 略歴
ベルリン出身。巨大薬品企業IG・ファルベン社の取締役の息子として生まれた。ミュンヘン大学、ケルン大学、フライブルク大学、テュービンゲン大学などで法学を学ぶ。在学中の20歳の頃に国家社会主義ドイツ労働者党（ナチス党）に入党し、突撃隊 (SA) 隊員となる。テュービンゲン大学のナチス党学生細胞の指導者となった。1933年11月に博士号を取得する。国家社会主義ドイツ学生連盟 (Nationalsozialistischer Deutscher Studentenbund) の職員となり、大学の検査官となった。
1936年に親衛隊に入隊。グスタフ・アドルフ・シェール (Gustav Adolf Scheel) の司令の下、ヴュルテンベルクのSDに勤務した。1938年には親衛隊少佐となった。1939年10月13日に親衛隊全国指導者ハインリヒ・ヒムラーにより北東移民中央局の局長に任ぜられ、新たな東部支配地域の再定住計画に携わった。独ソ戦開戦後の1941年6月にアインザッツグルッペンA（司令官フランツ・ヴァルター・シュターレッカー）隷下のゾンダーコマンド1a隊の隊長となり、バルト三国などでユダヤ人や民間人への大量虐殺を指揮した。1941年12月3日にはエストニアの保安警察及びSD指揮官（Kommandeur der Sicherheitspolizei und des SD, 略称KdS）を兼務した。1943年8月までゾンダーコマンド1a隊の指揮にあたった。さらに1944年1月からは国家保安本部VI部（SD対外諜報）A課（外国諜報組織課）の課長となる。1944年の冬には、同局でゲリラ部隊の訓練カリキュラムの作成に携わった。
戦後、連合軍に逮捕され、アメリカ合衆国が開廷したニュルンベルク継続裁判のひとつアインザッツグルッペン裁判の被告人となった。絞首刑判決を受けたが、元IG・ファルベン社取締役である彼の父親が親戚のテオドール・ホイスを通じてアメリカ大使ジェームズ・ブライアント・コナント (James Bryant Conant) に息子の恩赦を願い出た。その他各方面からも寛大な処置を求める嘆願がアメリカ当局に寄せられ、1951年にアメリカ当局はザントベルガーを終身刑に減刑した。さらに1958年には釈放された。
2010年、シュトゥットガルトで死去。彼は2010年時に生存していた元親衛隊員の中では最年長者であり、また最も階級の高かった者であった。